# Jorge Morel
Pour les articles homonymes, voir Morel.
Jorge Morel, né Jorge Scibona le 9 mai 1931 à Buenos Aires, et mort le 10 février 2021 à Orlando (Floride), est un guitariste et compositeur pour guitare contemporain argentin. 

## Biographie
Son père lui enseigne les bases de la guitare classique dès l'âge de 7 ans. Il étudie ensuite auprès du guitariste Pablo Escobar qui remarque son talent et lui permet de l'accompagner lors de concerts publics ou radiophoniques. Il fait ses débuts américains au Carnegie Hall en 1961, avant de donner des concerts à travers le monde. Installé à New York, il joue certains soirs au club de jazz The Village Gate dans Greenwich Village. Il y rencontre et devient l'ami du guitariste Chet Atkins, avec qui il participe à des enregistrements.
Il a composé plusieurs œuvres pour la guitare, dont Danza en mi mineur, Danza brasilera, Milonga del Viento, Otro Tango, Buenos Aires, A mi barrio, Romance criollo, Giga criolla Pampero,.